# Coupe d'Afrique de rugby à XV 2003
Navigation
Coupe d'Afrique 2002 Coupe d'Afrique 2004
La Coupe d'Afrique de rugby 2003, également appelée Top 9, est une compétition organisée par la Confédération africaine de rugby, qui oppose les 9 meilleures nations africaines. Le Maroc remporte cette édition en battant la Namibie en finale (27-7).

## Participants
| Équipe        | Participation (Pre) | Meilleur résultat      |
| ------------- | ------------------- | ---------------------- |
| Botswana      | 1er (2003)          |                        |
| Côte d'Ivoire | 3e (2001)           |                        |
| Kenya         | 1er (2003)          |                        |
| Madagascar    | 2e (2002)           |                        |
| Maroc         | 4e (2000)           | Finaliste (2000, 2001) |
| Namibie       | 4e (2000)           | Vainqueur (2002)       |
| Ouganda       | 1er (2003)          |                        |
| Tunisie       | Forfait             | Finaliste (2002)       |
| Zimbabwe      | 4e (2000)           |                        |

## Premier tour

### Poule A
La Tunisie déclare forfait.
| 1er juin 2003 | Côte d'Ivoire | 16 - 18 | Maroc | Abidjan |
| 1er juin 2003 |               |         |       | Abidjan |
| 1er juin 2003 |               |         |       | Abidjan |

### Poule B
| Rang | Nation   | J | V | N | D | Pm | Pe  | Diff | Pts |
| ---- | -------- | - | - | - | - | -- | --- | ---- | --- |
| 1    | Namibie  | 2 | 2 | 0 | 0 | 94 | 27  | +67  | 4   |
| 2    | Kenya    | 2 | 1 | 0 | 1 | 90 | 41  | +49  | 2   |
| 3    | Botswana | 2 | 0 | 0 | 2 | 26 | 142 | -116 | 0   |

|  | Qualifié pour les demi-finales (no 1). |
|  | Pts, points; J, matchs joués; V, victoires ; N, match nuls ; D, défaites ; PP, points pour ; PC, points contre ; Diff, différence de points. |

### Détails des résultats
| 12 juillet 2003 | Namibie | 62 - 17 | Botswana | Windhoek |
| 12 juillet 2003 |         |         |          | Windhoek |
| 12 juillet 2003 |         |         |          | Windhoek |

| 2 août 2003 | Botswana | 9 - 80 | Kenya | Gaborone |
| 2 août 2003 |          |        |       | Gaborone |
| 2 août 2003 |          |        |       | Gaborone |

| 16 août 2003 | Kenya | 10 - 32 | Namibie | Nairobi |
| 16 août 2003 |       |         |         | Nairobi |
| 16 août 2003 |       |         |         | Nairobi |

### Poule C
| Rang | Nation     | J | V | N | D | Pm | Pe | Diff | Pts |
| ---- | ---------- | - | - | - | - | -- | -- | ---- | --- |
| 1    | Madagascar | 2 | 2 | 0 | 0 | 53 | 30 | +23  | 4   |
| 2    | Ouganda    | 2 | 1 | 0 | 1 | 55 | 35 | +20  | 2   |
| 3    | Zimbabwe   | 2 | 0 | 0 | 2 | 3  | 46 | -43  | 0   |

|  | Qualifié pour les demi-finales (no 1). |
|  | Pts, points; J, matchs joués; V, victoires ; N, match nuls ; D, défaites ; PP, points pour ; PC, points contre ; Diff, différence de points. |

### Détails des résultats
| 5 juillet 2003 | Ouganda | 25 - 3 | Zimbabwe | Kampala |
| 5 juillet 2003 |         |        |          | Kampala |
| 5 juillet 2003 |         |        |          | Kampala |

| 16 juillet 2003 | Zimbabwe | forf. | Madagascar | Harare |
| 16 juillet 2003 |          |       |            | Harare |
| 16 juillet 2003 |          |       |            | Harare |

| 2 août 2003 | Madagascar | 32 - 30 | Ouganda | Antananarivo |
| 2 août 2003 |            |         |         | Antananarivo |
| 2 août 2003 |            |         |         | Antananarivo |

## Phase finale
|  | Demi-finales                        | Demi-finales               |       |    | Finale                          | Finale                          |
|  | Demi-finales                        | Demi-finales               |       |    | Finale                          | Finale                          |
|  |                                     |                            |       |    |                                 |                                 |
|  | le 31 août 2003 à Windhoek          | le 31 août 2003 à Windhoek |       |    | le 28 février 2004 à Casablanca | le 28 février 2004 à Casablanca |
|  | le 31 août 2003 à Windhoek          | le 31 août 2003 à Windhoek |       |    | le 28 février 2004 à Casablanca | le 28 février 2004 à Casablanca |
|  | Madagascar                          | 36                         |       |    | le 28 février 2004 à Casablanca | le 28 février 2004 à Casablanca |
|  | Madagascar                          | 36                         |       |    | le 28 février 2004 à Casablanca | le 28 février 2004 à Casablanca |
|  | Maroc                               | 62                         |       |    | le 28 février 2004 à Casablanca | le 28 février 2004 à Casablanca |
|  | Maroc                               | 62                         | Maroc | 27 |                                 |                                 |
|  | le 28 septembre 2003 à Antananarivo |                            | Maroc | 27 |                                 |                                 |
|  |                                     | Namibie                    | 7     |    |                                 |                                 |
|  | Namibie                             | Namibie                    | 7     | 82 |                                 |                                 |
|  | Namibie                             |                            |       | 82 |                                 |                                 |
|  | Ouganda                             | 13                         |       |    |                                 |                                 |
|  | Ouganda                             | 13                         |       |    |                                 |                                 |